# Wikiup

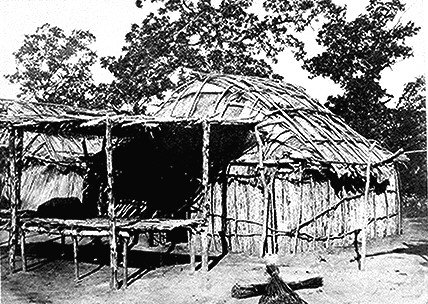
Wikiup Indian Kickapoo, Oklahoma (1880)

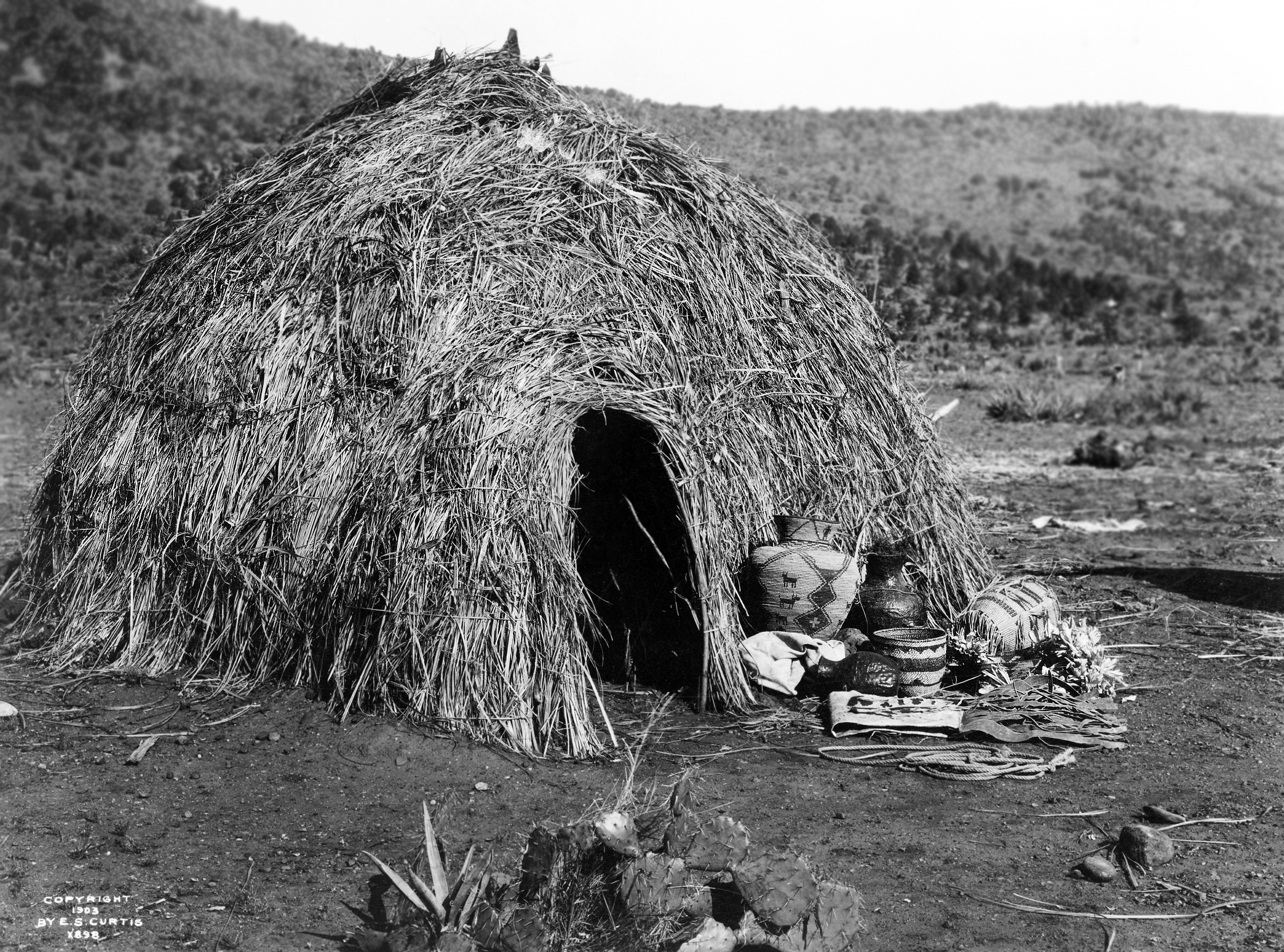
Wikiup Apaczów, Arizona (1903)

Wikiup (lub wickiup) – pochodząca z języka na-dene nazwa kopulastej chaty o owalnym kształcie, w przeszłości typowej dla budownictwa półosiadłych ludów indiańskich z pustynnych terenów Południowego Zachodu dzisiejszych Stanów Zjednoczonych (Arizona, Nowy Meksyk, Teksas, Utah, Oregon, Idaho, Kalifornia), z Terytorium Indiańskiego (dzisiejsza Oklahoma) i północnego Meksyku (w tym plemiona Apaczów, Pajutów, Kickapoo i Nawahów).
Konstrukcja wikiup przypomina konstrukcję wigwamu – podobnej budowli charakterystycznej dla plemion z Północno-Wschodniej Krainy Lasów Ameryki Północnej. Składa się z wbitych w ziemię wygiętych tyczek (zwykle drewnianych), okrytych rozmaitymi pokryciami dachowymi (trawą, trzciną, sitowiem, korą, skórami, matami lub materiałem), niewielkiego zasłanianego wejścia przy ziemi oraz otworu dymnego u szczytu. Wikiup służyły zwykle jako schronienia sezonowe i były porzucane, gdy ich mieszkańcy przenosili się, choć niektóre – jak będący typem wikiup hogan Nawahów – miały bardziej trwały charakter i skomplikowaną konstrukcję.
Zaletami wikiup były: stosunkowo szybki czas budowy (zwykle kilka-kilkanaście godzin, czyli nie tak krótki, jak czas postawienia przenośnego tipi Indian Równin), możliwość użycia różnych dostępnych w pobliżu materiałów (w tym wykorzystywania i odzyskiwania "surowców wtórnych"), możliwość dostosowania do warunków pogodowych (przez zdejmowanie lub nakładanie części pokrycia i zakrywanie otworu dymnego) oraz zapewniające względne bezpieczeństwo dopasowanie wikiup do otoczenia. Do ich wad należały: łatwopalność, niezbyt mocna konstrukcja, ograniczona izolacja wnętrza i skromne możliwości jego urządzenia.
Wikiup przeznaczone były dla jednej rodziny i miały zwykle 3–5 m średnicy oraz 2–3 m wysokości. Podobne, lecz mniejsze kopulaste konstrukcje, zwane "szałasami potu" lub "szałasami pary" (ang. sweatlodge), do dziś pełnią funkcję (obrzędowej zwykle) sauny różnych tubylczych ludów Ameryki Północnej.